# Tendridae
Tendridae zijn een familie van mosdiertjes uit de orde Cheilostomatida en de klasse van de Gymnolaemata.

## Geslachten
De volgende geslachten zijn bij de familie ingedeeld:
- Heterooecium Hincks, 1892
- Tendra Nordmann, 1839